# Felhőszakadás

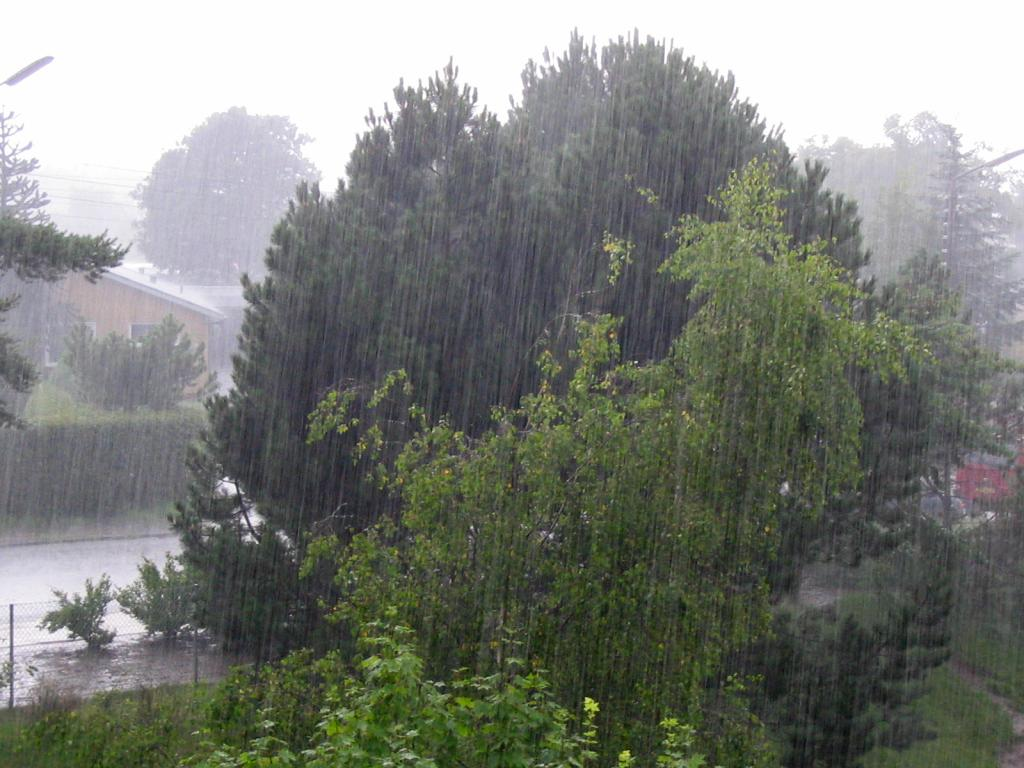
Felhőszakadás

Felhőszakadásnak nevezzük azt a hirtelen lezúduló nagy mennyiségű csapadékot, amely általában a nyári félév során keletkezik. Gyakran heves zivatarral, élénk villámtevékenységgel és erős széllel jár, de érkezhet jéggel is. Az általánosan elfogadott meteorológiai meghatározás szerint intenzitásban el kell érje a 100 mm/óra értéket. Hatalmas károkat okozhat, áradásokat, hirtelen lezúduló vízfolyásokat idézhet elő, amely tönkreteszi a vetéseket, valamint az ember által épített épületeket is komoly mértékben rongálhatja. Különösen gyakori a monszun éghajlaton, ennek eklatáns példája az indiai szubkontinens, ahol a csapadékos évszakban ez szinte mindennapos jelenség.

## Magyarországon
Magyarországon igen gyakori az előfordulása, májustól szeptemberig tart a „kampányidőszak”. Az egy napon leesett legnagyobb esőmennyiséget hazánkban Dad községben mérték, 24 óra alatt 240 mm. 50–60 mm-nyi napi eső egyébként már szokatlan mennyiség, az kb. 1 hónapi teljes összegnek felel meg.

## Legnagyobb felhőszakadások
| Időtartam | Csapadék (mm) | Helyszín                      | Időpont             |
| --------- | ------------- | ----------------------------- | ------------------- |
| 1 perc    | 38,1          | Barot, Himácsal Prades, India | 1970. november 26.  |
| 5 perc    | 61,72         | Port Bells, Panama            | 1911. november 29.  |
| 15 perc   | 198,12        | Plumb Point, Jamaica          | 1916. május 12.     |
| 20 perc   | 205,74        | Curtea de Argeș, Románia      | 1947. július 7.     |
| 40 perc   | 234,95        | Guinea, Virginia, USA         | 1906. augusztus 24. |